# Hemdator

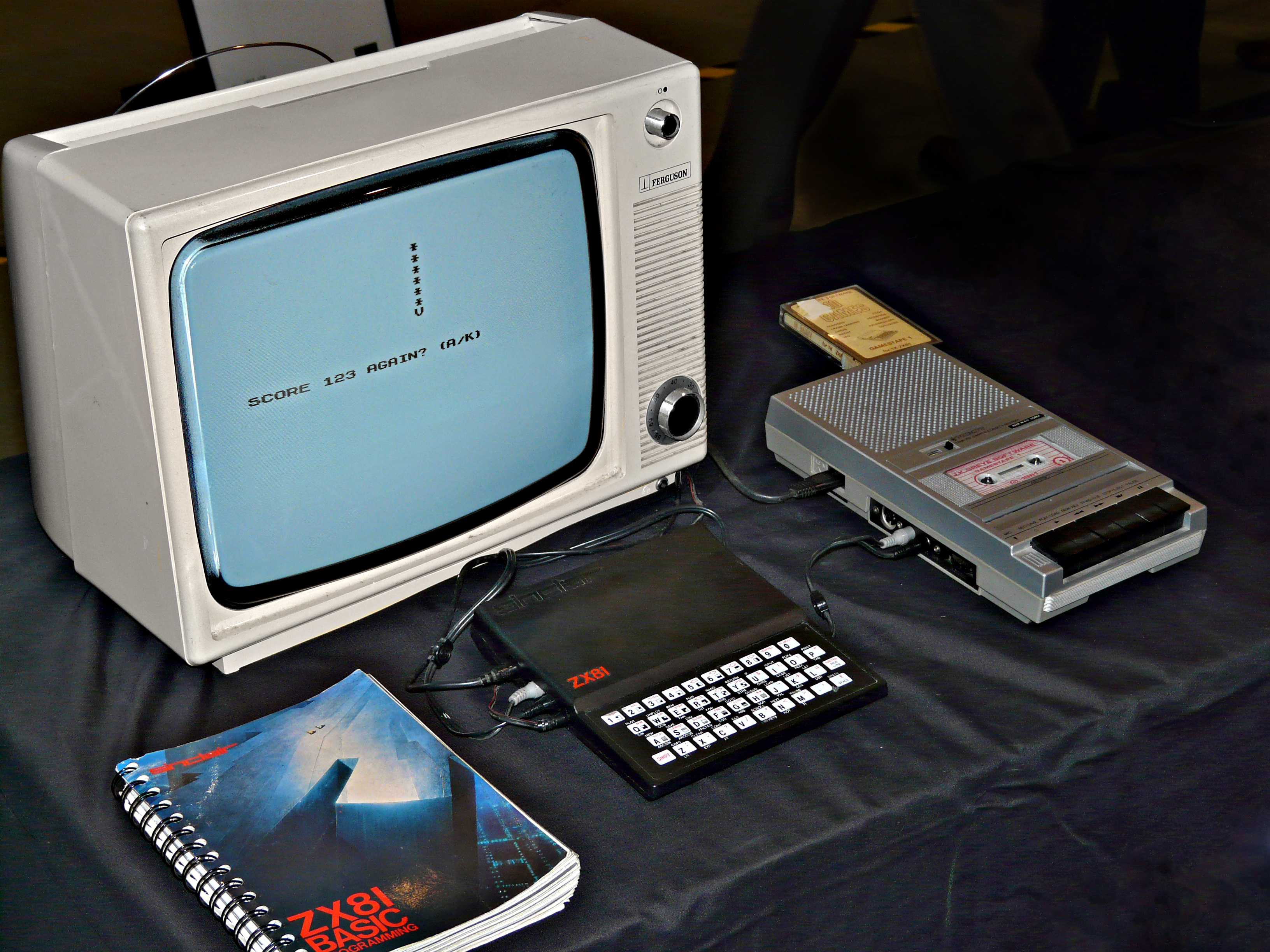
En Sinclair ZX81 (inbyggt tangentbord) med BASIC-manual, kassettbandspelare och svartvit TV som monitor.

En hemdator är en dator man kan ha hemma och är skapta på ett så enkelt och smidigt sätt att alla kan använda den. Begreppet hör framför allt hemma på 1980-talet, då små datorer, "mikrodatorer" (namnet syftar dels på mikroprocessorn de innehöll, dels på storleken i förhållande till mini- och stordatorerna), de flesta främst för hobbyanvändning, började bli vanliga.
Tidiga mikrodatorer för hobbybruk, såsom Altair 8800 från 1974, levererades i form av en byggsats, och Commodore PET, Apple II och ABC 80 var i slutet av 1970-talet persondatorer med specialanpassade skärmar och avancerade bussar för anslutning av annan elektronik, medan termen hemdator syftar främst på datorer avsedda också för mindre tekniskt lagda användare. När denna beteckning dök upp runt 1982 betecknade den datorer utan skärm och kringutrustning som kunde anslutas till en vanlig TV.
Under 1990-talet togs hemdatorns roll över av skrivbordsdatorn.
En hemdator i början av 1980-talet hade i allmänhet några kilobyte ledigt minne för användarprogram (ZX80 hade 1 KB, ABC 80 16 KB arbetsminne), med möjlighet att expandera till några tiotal kilobyte, och en kassettbandspelare eller en diskettstation (den senare eventuellt ett dyrt tillval) som sekundärminne. Många modeller använde en TV som skärm. Många hemdatorer kunde kopplas till skrivare och modem. I datorns ROM fanns i allmänhet en BASIC-tolk. Många av datorerna hade plats för en insticksmodul för utvidgningar eller programvara. Tangentbordet var integrerat i datorlådan.

## Lista över hemdatorer och deras introduktionsår
- 1977 Apple II (persondator)
- 1977 Commodore PET (persondator)
- 1978 ABC 80 (persondator)
- 1979 Atari 800
- 1980 TRS-80 (persondator)
- 1980 ZX80
- 1981 ZX81
- 1981 VIC 20
- 1981 TI 99/4
- 1981 IBM PC
- 1982 BBC Micro
- 1982 Sord M5
- 1982 Lambda
- 1982 Dragon 32
- 1982 ZX Spectrum
- 1982 Commodore 64
- 1983 Oric-1
- 1983 MSX
- 1983 Jupiter ACE
- 1983 Spectravideo
- 1983 Atari 600XL, Atari 800XL
- 1984 Macintosh
- 1984 Sinclair QL
- 1985 Atari ST
- 1985 Amiga 1000
- 1992 Atari Falcon